# 海の駅蜃気楼

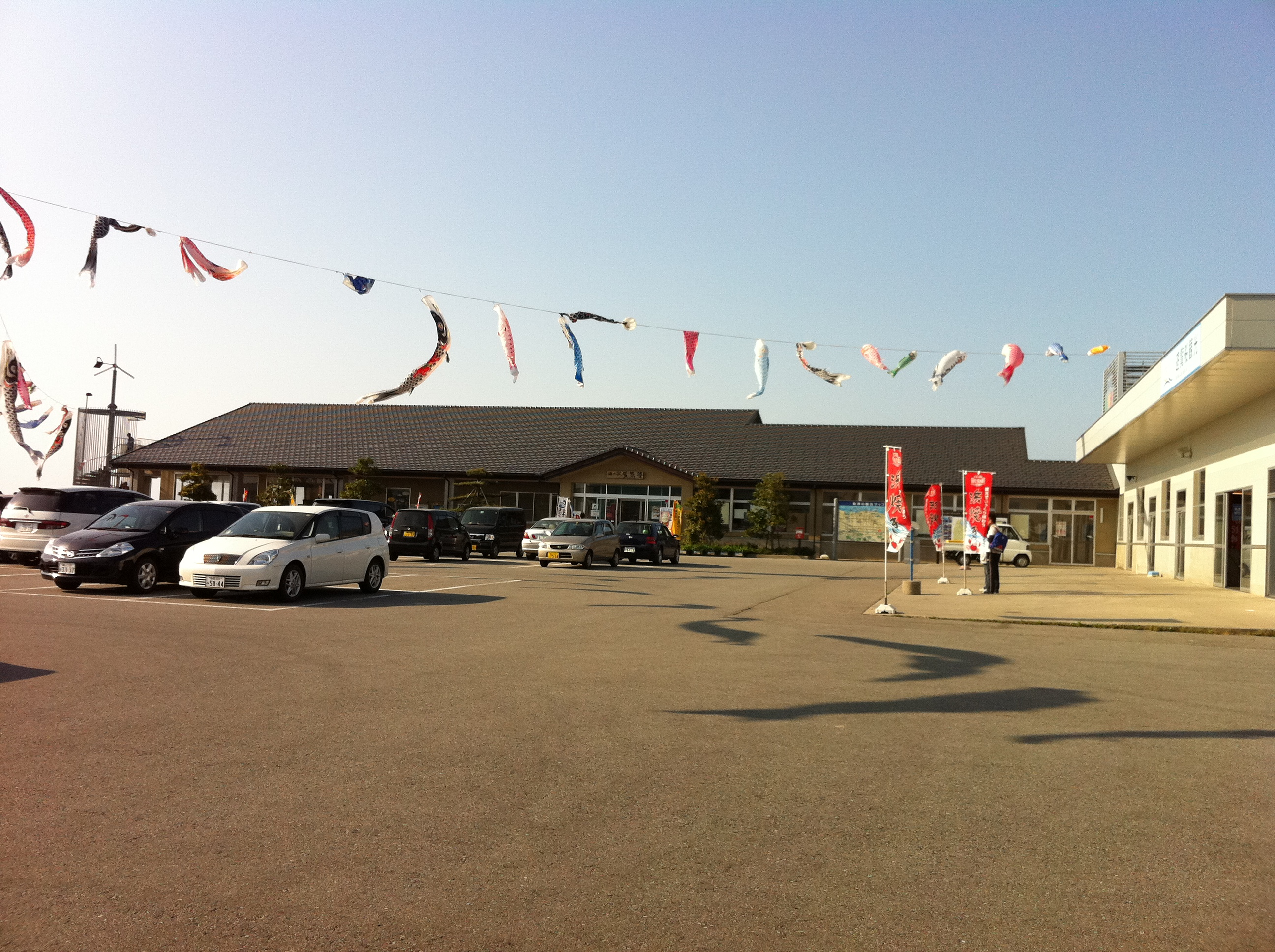
海の駅蜃気楼の主要な建物（2011年）

海の駅蜃気楼は、富山県魚津市村木定坊割2500-2にあるドライブインである。魚津港に隣接し、株式会社魚津シーサイドプラザが運営している。2004年7月にオープン。魚津港一帯はみなとオアシスの登録をしていて、当施設はみなとオアシス魚津の代表施設である。
入口には、魚津市で毎年8月の第1金曜・土曜日の2日間行われる、ユネスコの無形文化遺産登録・国の重要無形民俗文化財指定されている「たてもん祭り」の山車「たてもん」（小型で高さ7m、提灯58張り）を、2017年12月より常設展示している。
なお、「海の駅」を名乗ってはいるが、国土交通省の船舶係留施設である「海の駅」の登録はしておらず、施設内容も異なる。

## 朝市・イベントスペース
ここでは、毎月第2、4日曜日に朝市が開催される。また、土曜、日曜、祝日には、浜焼きコーナーが登場する。

### 魚津の朝市
- 毎月第2、第4日曜日に開催される朝市である[2]。開催時間は7:00～11:00[4]。
- 1995年9月から蜃気楼海鮮組（1994年5月に結成）の企画運営により開催されている。年内を通して開催されるのは富山県内では初であった。当初は魚津港で月1回の開催であったが、海の駅蜃気楼の完成後は現在の毎月第2、第4日曜日での開催となった[4]。
- 新鮮な魚や野菜が、安価で販売されている。また、朝市定食やあげかま、にぎり鮨などを食する事が出来、全国への宅配も承っている。お菓子、ケーキ、工芸品なども販売されている。

### 浜焼きコーナー
- 土曜、日曜、祝日に登場（1月は営業していない）[2]。営業時間は11:00 - 16:00（朝市開催時は12:00 - 16:00 客の状況によって変更することがある）。席数は10席。
- 魚介類などを焼いた炭の上で焼いていく。いわゆる、バーベキューの魚介類版である。
- 浜焼きの基本的な具材となる浜焼きセット（1800円）には、席代や炭代も含まれているため、利用する際は必ず浜焼きセットを購入しなければならない（具材は甘エビ、イカ、はまぐり、きす、ハタハタなど）。また、他の具材（ホタテ、マグロ（串、かま、かしらの他、あご、ほほ肉など珍しい具材もある）、アジ、焼きおにぎりなど）も、任意で購入することが可能である（持ち帰ることも可能である）。
- おぼんが用意されており、おぼんの上には、割り箸、調味料（塩、こしょう、醤油など）、さいばし等が入っている。

### 魚津朝とれ市場
- 2008年11月1日に第一回が開催。平日（土曜も含まれる）の毎朝7時から9時まで、とれたての鮮魚、農産品などを直売している[2]。

## 魚津蟹騒動
- 海の駅蜃気楼にて紅ズワイガニのガニの特設食堂を開設し、カニ本来の味をより一層楽しむことができるとも言われる「蒸しガニ」の形で楽しむことが出来る。[5]

- 料金は1杯3,500円(税込)　各日約50食※仕入状況等により、値段が変動する場合がある。[5]

- 開催日時　令和7年2月22日（土）・23日（日）各日11：00～13：00
- 2023年から魚津蟹騒動が行われている。

## その他の施設
- インフォメーション

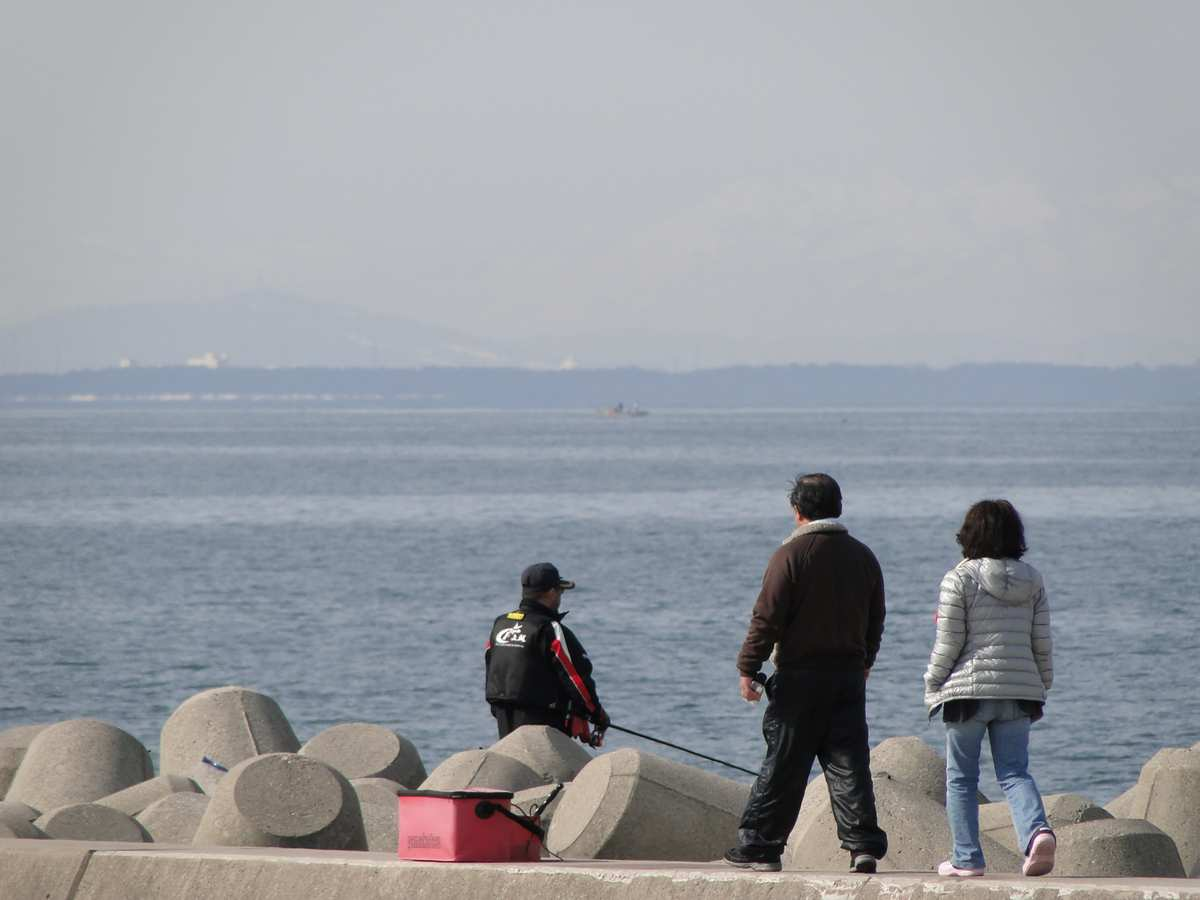
対岸の防風林と釣り客と散歩者

- 特産品販売コーナー（9:00～18:00）[2]
- 鮮魚販売コーナー（忠鮮魚店）（9:00～18:00）[2]
- レストラン（座席数100席、団体専用席100席（要予約））
- 喜見城[6]（10:30～15:00、旧・浜のかあちゃんの店幻魚房[2]）
- めん処はまちょう（6:00～18:00）[2]
- 展望台
- ラジオ・ミューサテライトスタジオ
- モニュメント『風の地平線』（2009年3月設置）[1]

## 備考

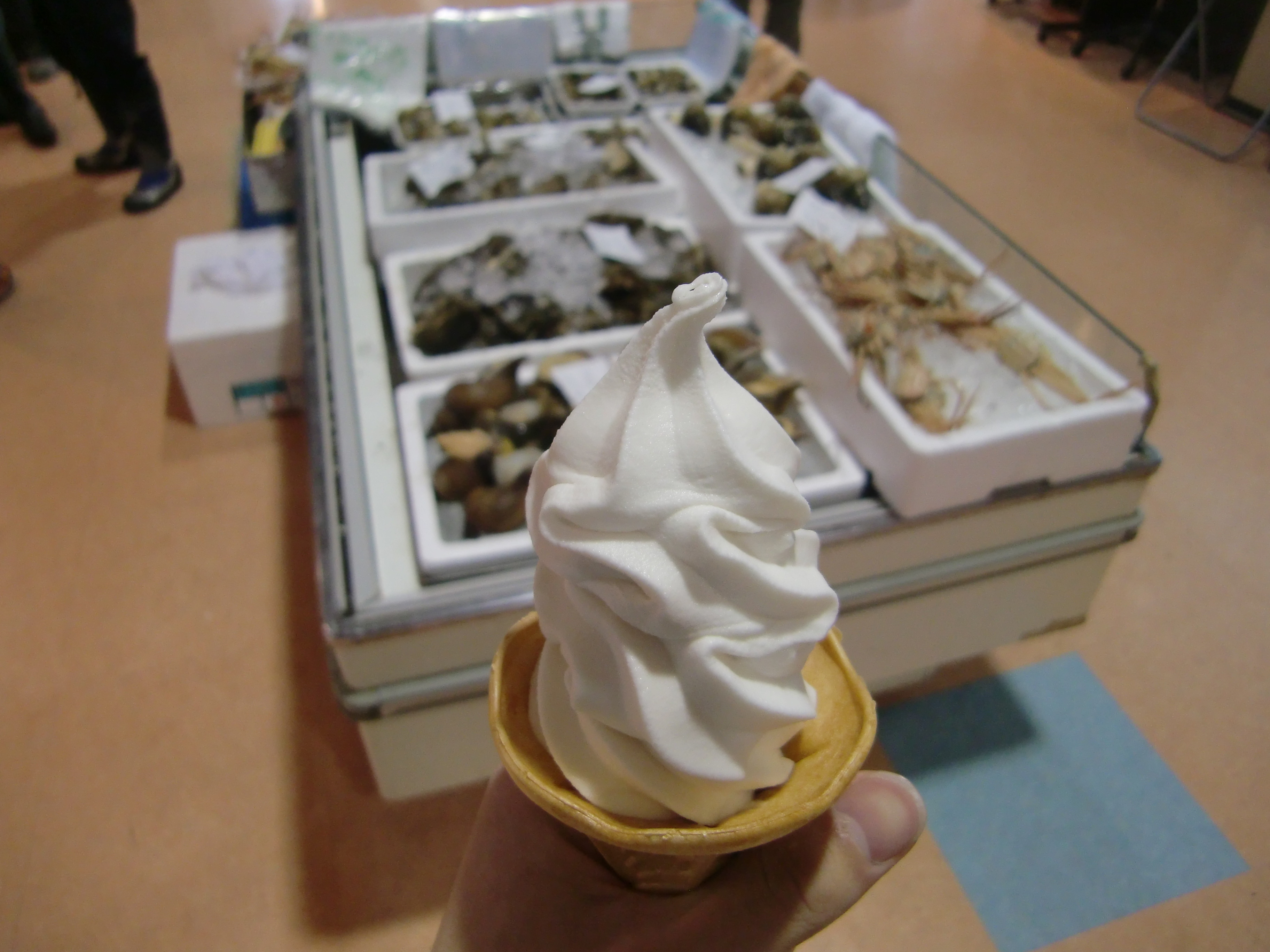
加積りんごソフトクリーム

- 付近にはマリンゲートがあり、そこから魚津埋没林博物館へ入館することが可能である。
- 付近一帯が蜃気楼の展望地である。
- 開設1年目の来場者数は15万人であった[2]。

## 交通
- 鉄道

あいの風とやま鉄道線魚津駅よりタクシー約5分、徒歩25分
- バス

あいの風とやま鉄道線魚津駅より魚津市民バス（市街地巡回ルート・東回り）約6分
- 道路

北陸自動車道 魚津ICから約10分

## 周辺の施設について
- 魚津港
- ありそドーム
- 魚津水族館
- ミラージュランド
- 魚津埋没林博物館
- しんきろう観光